# 山口村 (埼玉県)
山口村（やまぐちむら）は、埼玉県入間郡にあった村。
現在の所沢市南西部にあたり、1943年に所沢町・小手指村・富岡村・吾妻村・松井村と合併し、改めて所沢町となり廃止した。

## 地理
現在の山口、上山口、勝楽寺、西所沢1丁目の一部、星の宮2丁目の一部が、ほぼ旧村域にあたる。
- 湖沼 - 山口貯水池（狭山湖）
- 河川
  - 柳瀬川
  - 六ツ家川

### 鉄道
1943年の合併時
- 武蔵野鉄道（現在の西武鉄道）
  - 山口線（現在の西武狭山線）
    - 下山口駅
    - 上山口駅（廃駅）
    - 村山駅（現在の西武球場前駅）

### 隣接していた自治体
かっこ内は現在の自治体
- 埼玉県
  - 入間郡
    - 小手指村（所沢市）
    - 吾妻村（所沢市）
    - 三ヶ島村（所沢市）
    - 宮寺村（入間市）
- 東京都
  - 西多摩郡
    - 瑞穂町（瑞穂町）

  - 北多摩郡
    - 東村山町（東村山市）
    - 村山村（武蔵村山市）
    - 大和村（東大和市）

## 歴史
- 1889年（明治22年）4月1日 - 町村制施行に伴い、山口村、上山口村、勝楽寺村が発足し、3村で山口組合村となる。
- 1902年6月1日 - 山口組合村内の山口村・上山口村・勝楽寺村が合併し、山口村となる。
- 1927年（昭和2年） - 山口貯水池（狭山湖）の建設が開始され、旧勝楽寺村一帯が水没し、住民は隣の小手指村などに移住した。
- 1929年（昭和4年）5月1日 - 武蔵野鉄道山口線（現在の西武狭山線）開業。
- 1934年（昭和9年） - 山口貯水池完成。
- 1943年（昭和18年）4月1日 - 所沢町・小手指村・富岡村・吾妻村・松井村と合併し、改めて所沢町が発足。同日山口村廃止。